# Jean-Pierre Andréani
Pour les articles homonymes, voir Andréani.
Jean-Pierre Andréani est un comédien français, né le 15 février 1940 à Cabourg (Calvados).

## Biographie
D'origine corse, Jean-Pierre Andréani fait partie, pendant ses études de médecine, d'une troupe de théâtre amateur. Il monte pour la première fois sur scène au théâtre Mouffetard pour jouer dans L'Âne et le Ruisseau d'Alfred de Musset. Décidant d'abandonner ses études, il suit des cours de théâtre à l'École nationale supérieure des arts et techniques du théâtre puis au Conservatoire national supérieur d'art dramatique (Promotion 1966), sous la direction de Fernand Ledoux et Robert Manuel. Il y a pour condisciples Michel Duchaussoy, Marlène Jobert et Janine Vila. Robert Manuel l'engage au théâtre Daunou pour y jouer une pièce de Jaime Silas : Que les hommes sont chers. Préférant Roland Dubillard et Harold Pinter à Pierre Corneille et Jean Racine, il quitte le Conservatoire en troisième année.
En 1977, il  crée la "Compagnie Jean-Pierre Andréani".
Depuis 1990, la Compagnie Jean-Pierre Andréani est établie dans le département de l'Oise. Depuis sa création dans ce département de la région Picardie, elle exerce une grande partie de ses activités à Margny-lès-Compiègne, près de la ville de Compiègne.

## Filmographie
- 1964 : Un Tout autre visage, court métrage de Michel Lang : le barman
- 1965 : Paris vu par... "Saint-Germain des Prés", film collectif français à sketches de Jean Douchet : Raymond
- 1965 : Mademoiselle de La Ferté (roman de Pierre Benoit), téléfilm de Gilbert Pineau : Jacques de Saint-Selve
- 1966 : Rouletabille "Rouletabille chez le Tsar", feuilleton télévisé de Jean-Charles Lagneau : Michel
- 1966 : La Tour Eiffel qui tue, téléfilm de Jean-Roger Cadet et Michel de Ré : Christophe
- 1967 : Malican père et fils, feuilleton télévisé de Yannick Andréi et Marcel Cravenne
- 1968 : Goto, l'île d'amour, film de Walerian Borowczyk : Gono
- 1968 : Affaire Vilain contre Ministère public, feuilleton télévisé de Robert Guez : Salicatti
- 1968 : Thibaud ou les croisades "Pour les beaux yeux d'Isabelle", feuilleton télévisé créé par France Bennys et Henri Colpi : Pierre de Coucy
- 1968 : Sébastien parmi les hommes, feuilleton télévisé de Cécile Aubry : Bertrand
- 1969 : Le Survivant, téléfilm de Louis Grospierre : René II, duc de Lorraine
- 1970 : Les Six jours, téléfilm d'Arlen Papazian : Antoine
- 1970 : La Brigade des maléfices "Les disparus de Rambouillet", feuilleton télévisé de Claude Guillemot : Jacques Lancelot, le photographe
- 1970 : Lumière violente, feuilleton télévisé de Roger Gillioz : Ruiz
- 1972 : Far from Dallas, film de Philippe Toledano
- 1972 : L'inconnu du vol 141, feuilleton télévisé de Louis Grospierre
- 1972 : La Nuit bulgare, film de Michel Mitrani : l'interprète
- 1973 : Du plomb dans la tête, feuilleton télévisé de Roger Dallier : Andrieu
- 1973 : Le jet d'eau, téléfilm (scénarios et adaptation de Claude Aveline et Jeanne Blanche) : Pierre Redoux
- 1973 : Les écrits restent, téléfilm de Pierre Bureau : Pierre Coulonges
- 1974 : Puzzle, téléfilm d'André Michel : Paul Essolier
- 1974 : Amoureuse Joséphine, téléfilm de Guy Lessertisseur : Hippolyte Charles
- 1974 : Les Cinq Dernières Minutes "Les griffes de la colombe/Si ce n'est pas toi", feuilleton télévisé de Claude Loursais : Frère Serge
- 1974 : Etranger d'où viens-tu ?, feuilleton télévisé de Bernard Toublanc-Michel : Miguel Mendeguia
- 1975 : Histoire d'O (film) de Just Jaeckin : Eric, master II
- 1976 : Le Berger des abeilles (téléfilm) de Jean-Paul Le Chanois : Aimé Longhi
- 1977 : C'est arrivé à Paris (téléfilm, 1977), téléfilm de François Villiers : Casanova
- 1978 : Haro !, film de Gilles Béhat
- 1979 : Le tourbillon des jours, feuilleton télévisé de Jacques Doniol-Valcroze : Maxime
- 1980 : Anna Makossa, film d'Alphonse Beni : Jean-Philippe
- 1980 : Le Marchand de Venise, téléfilm de Jean Manceau : Antonio
- 1981 : La Grossesse autrefois, série de 12 émissions télévisées de Jean-Paul Askenasi et Henri-Pierre Vincent
- 1984 : Un seul être vous manque, feuilleton télévisé de Jacques Doniol-Valcroze : Philippe
- 2002 : La Cuirasse, film de Frédéric Provost : Matthias
- 2003 : Le Pays des ours, film de Jean-Baptiste Leonetti : Gérard Mauboussin
- 2007 : La Forêt du monde, film de Bruno Rolland : le père
- 2007 : Pour quelques minutes de plus, film de Matthieu-David Cournot : Jean-Philippe Levalet
- 2007 : L'Âge de l'amour, téléfilm d'Olivier Lorelle: Serge
- 2007-2009 : Reporters, feuilleton télévisé d'Alban Guitteny et d'Olivier Kohn : Pierre Leroy
- 2009 : Avocats et Associés "Eau trouble", feuilleton télévisé de Valérie Guignabodet et d'Alain Krief : Charles Delcroix
- 2010 : Le Refuge de François Ozon : le père de Louis et Paul
- 2011 : Carré blanc de Jean-Baptiste Leonetti : Patrice

### Au théâtre ce soir
- 1977 : Caterina de Félicien Marceau, mise en scène René Clermont, réalisation Pierre Sabbagh, Théâtre Marigny : Giorgio
- 1978 : Ce soir à Samarcande de Jacques Deval, mise en scène Raymond Gérôme, réalisation Pierre Sabbagh, Théâtre Marigny : Sourab

## Théâtre

### Comédien
- 1961 : Que les hommes sont chers ! de Jaime Silas, mise en scène Robert Manuel, Théâtre Daunou
- 1963 : La Tempête de William Shakespeare, mise en scène Jacques Mauclair, Théâtre de l'Alliance française
- 1966 : La Fin du monde de Sacha Guitry, mise en scène Jean-Pierre Delage, Théâtre de la Madeleine
- 1966  :  Lorenzaccio de Musset,mise en scène de Marcelle Tassencourt  Théâtre Montansier
- 1967 : Château en Suède de Françoise Sagan, mise en scène André Barsacq, Théâtre de l'Atelier
- 1969 : Le Menteur de Carlo Goldoni, mise en scène Marcelle Tassencourt, Théâtre de la Renaissance
- 1970 : L'Avare de Molière, mise en scène Jean Meyer, Théâtre des Célestins
- 1971 : Dumas le magnifique d'Alain Decaux, mise en scène Julien Bertheau, Théâtre du Palais Royal
- 1971 : Torquemada de Victor Hugo, mise en scène Denis Llorca, Festival de la Cité Carcassonne, Festival de Marsillargues, Festival de Collioure, Festival de la mer Sète
- 1971 : Les Trois Mousquetaires d'Alexandre Dumas, mise en scène Michel Berto, Festival de la Cité Carcassonne, Festival de Collioure
- 1971 : La Reine morte de Henry de Montherlant, mise en scène Jean Deschamps, Festival de la Cité Carcassonne, Festival de Collioure
- 1972 : Le Plaisir conjugal d'Albert Husson, mise en scène Robert Manuel, Théâtre de la Madeleine
- 1979 : L'Avare de Molière, mise en scène Jean Meyer, Théâtre des Célestins
- 1979 : Le Chandelier d'Alfred de Musset, mise en scène Jean Meyer, Théâtre des Célestins
- 1979 : Mademoiselle Julie d'August Strindberg, mise en scène Jean Meyer, Théâtre des Célestins
- 1980 : Du canard au sang pour Mylord de Claude Rio, mise en scène Jacques Ardouin, Théâtre Tristan Bernard
- 1981 : Les Justes d'Albert Camus, mise en scène Jean-Paul Lucet, Théâtre des Célestins
- 1982 : L'Héritage de Guy de Maupassant, mise en scène Jean Meyer, Théâtre des Célestins
- 1982 : Le Mariage de Figaro de Beaumarchais, mise en scène Jean Meyer, Théâtre des Célestins
- 1982 : L'École des femmes de Molière, mise en scène Jean Meyer, Théâtre des Célestins
- 1983 : Mademoiselle Julie d'August Strindberg, mise en scène Jean Meyer, Théâtre des Célestins
- 1983 : Roméo et Juliette de William Shakespeare, mise en scène Jean-Paul Lucet, Théâtre des Célestins
- 1983 : L'Avare de Molière, mise en scène Jean Meyer, Théâtre des Célestins
- 1984 : On m'appelle Emilie de Maria Pacôme, mise en scène Jean-Luc Moreau, Théâtre Saint-Georges
- 1991 : Le Misanthrope de Molière, (Alceste) mise en scène Jean-Pierre Andréani, Théâtre Mouffetard

### Metteur en scène
- 1976 : Le Boa sous la cloche de Bernard Mazeas, Festival d'Avignon Off
- 1982 : Un Amour de Dino Buzzati, Théâtre de l’Épicerie
- 1987 : Le Journal d'un séducteur de Søren Kierkegaard, Festival d'Avignon Off
- 1991 : Le Misanthrope de Molière, Théâtre Mouffetard, théâtre de Compiègne